# Alex Beaupain
Alexandre Beaupain, dit Alex Beaupain, né le 15 octobre 1974 à Besançon, est un auteur-compositeur-interprète et compositeur de musiques de films français.
Compositeur phare du réalisateur Christophe Honoré, il a notament composer les musiques de ses films musicaux : Les Chansons d'amour (2008), Les Biens Aimés (2015) et Marcello Mio (2024). Pour le premier il a obtenu le César de la meilleure musique originale  et pour le second le Swann de la meilleure musique au Festival du film romantique de Cabourg.
Hormis ses collaborations avec Honoré, il a composer les chansons et la musique de la comédie-musicale Joli Joli de Diastème porter par Clara Luciani, en 2024.

## Biographie
À Besançon, où il est né, Alex Beaupain grandit entre une grande sœur, Marie, et un petit frère, Pierre, une mère institutrice et un père cadre à la SNCF. Il apprend le piano et chante dans une chorale.
En 1992, à 18 ans, il arrive à Paris et intègre l'Institut d'études politiques de Paris. Il en est diplômé en 1997 (section Communication et ressources humaines). Sa compagne Aude décède brutalement en 2000 à 26 ans.
Il est l'auteur de plusieurs spectacles musicaux créés par la Compagnie Les matelas à Ressorts à la fin des années 1990.
Il se lance dans la chanson  en 1998 et compose à la fois des bandes originales et des chansons pour les films du réalisateur Christophe Honoré, notamment pour les films 17 fois Cécile Cassard (2002) et Dans Paris (2006). Il écrit également la bande originale du film Qui a tué Bambi ?, de Gilles Marchand. En mai 2011, le Festival de Cannes se clôt avec la projection hors compétition d'une comédie musicale de Christophe Honoré, Les Bien-aimés, dont Alex Beaupain a composé les chansons.
Garçon d'honneur, son premier album, sorti chez Naïve Records en 2005, inspire à Honoré la trame de son film musical Les Chansons d'amour (2007).
Le deuxième album de Beaupain, sorti en octobre 2008, s'intitule 33 Tours. Comme la bande originale des Chansons d'amour, ce nouvel album est réalisé par Frédéric Lo. Il compte douze morceaux. I want to go home en est le premier single. C'est le jeune cinéaste Christophe Charrier qui en réalise le clip.
Son troisième album, sorti en avril 2011, s'intitule Pourquoi battait mon cœur. Il est arrangé par Jean-Philippe Verdin. Le premier single est Au départ, une chanson qui trace un parallèle entre l'histoire de la gauche en France et celle d'un couple. François Hollande choisira la version instrumentale de cette chanson pour hymne de sa campagne présidentielle de 2012 et dira à plusieurs reprises qu'Alex Beaupain est son chanteur préféré.
Le disque contient également un duo avec Camélia Jordana, Avant la haine, titre qui figurait déjà dans la bande originale de Dans Paris ; c'est Christophe Honoré qui en réalise le clip.
Le 15 avril 2013, Alex Beaupain sort son quatrième album, Après moi le déluge. La première chanson, Grands soirs, est sortie le 21 janvier 2013.
S’ensuit une tournée qui passe par l’Olympia et le Casino de Paris.
En 2015, il participe au livre-disque « Les gens dans l’enveloppe », roman/documentaire écrit par Isabelle Monnin pour lequel il écrit dix chansons, interprétées par Camélia Jordana, Clotilde Hesme, Françoise Fabian et lui-même. Le livre connaît un grand succès tant critique que public et un spectacle inspiré du projet sera représenté trois fois à la Philharmonie de Paris en 2017.
Il écrit également une musique et des chansons pour la pièce de boulevard « Croque-Monsieur », mise en scène par Thierry Klifa et interprétée par Fanny Ardant avec laquelle il a travaillé à de nombreuses reprises (notamment pour une reprise en duo d’ « Inventaire 66 » dans un album hommage à Michel Delpech.
En 2016, il collabore à nouveau avec Christophe Honoré pour le film Les malheurs de Sophie, adapté de l’œuvre de la Comtesse de Ségur. On retrouve dans la BO du film la Grande Sophie pour un duo avec la jeune comédienne qui incarne Sophie mais également une berceuse interprétée par Golshifteh Farahani.
La même année, sort son cinquième album, « Loin » qui sera suivi d’une tournée au cours de laquelle il jouera notamment trois fois à la Cigale et qui s’achèvera au Bataclan et au Café de la Danse (pour un concert inédit en acoustique).
Il participe au deuxième volume de l’album « Du Souchon dans l’air », hommage à Alain Souchon, en reprenant « On avance ». Il compose ensuite la BO du film « Brillantissime » réalisé par Michèle Laroque.
En 2018, sort le premier disque éponyme de Françoise Fabian qu’il a produit et réalisé et dans lequel il a écrit plusieurs titres aux côtés de Charles Aznavour, Julien Clerc, Jean-Claude Carrière, La Grande Sophie, Dominique A, Vincent Delerm entre autres.
Il est membre du jury du Festival du cinéma américain de Deauville 2018.
Il participe à l'album Souris CALLE, dédié au chat de Sophie Calle, Souris avec le titre Quand on appelle un chat souris. Le 19 décembre 2018, plus de 70 célébrités se mobilisent à l'appel de l'association Urgence Homophobie. Alex Beaupain est l'une d'elles et apparaît dans le clip de la chanson De l'amour,,.
En 2021, il sort l'album Love on the Beat, reprise du disque de Serge Gainsbourg, réalisé par Pierre-Emmanuel Meriaud, Saint DX et Bastien Dorémus avec des arrangements corde de Valentine Duteil. Il le joue lors d'un concert à la Maison de la radio accompagné de l'Orchestre philharmonique de Radio France dirigé par Alexandra Cravero et diffusé sur France Inter.
Le documentaire Je n'aime que toi, un portrait intime d'Alex Beaupain réalisé par Valentine Duteil et Karine Morales, est diffusé en décembre 2021 sur France 3 Bourgogne Franche-Comté.
En 2024, il signe la musique originale de Marcello mio de Christophe Honoré, marquant ainsi leur dixième collaboration au cinéma.

## Discographie

### Albums studio
- Garçon d'honneur (2005)
- 33 tours, réalisé et arrangé par Frédéric Lo (2008)
- Pourquoi battait mon cœur (2011)
- Après moi le déluge (2013)
- Les Gens dans l'enveloppe, sur une idée et un roman de Isabelle Monnin (2015)
- Loin (2016)
- Pas plus le jour que la nuit (2019)
- Love on the Beat (2021)[16]

### Albums live
- Love on the Beat (2021) enregistré avec l'Orchestre philharmonique de Radio France en février 2021[17]. Cet album reprend dans l'ordre les 8 chansons de l'album Love on the Beat de Serge Gainsbourg dans une version symphonique.

### Compilations
- B.O. (2014)

### Singles
- I Want to Go Home (2008)
- Au départ (2011)
- Avant la haine (2011)
- Grands soirs (2013)
- Après moi le déluge (2013)
- Coule (2014)
- Loin (2016)
- Van Gogh (2016)
- Quand on appelle un chat souris (2018)
- Pas plus le jour que la nuit (2019)

### Autres
- 17 fois Cécile Cassard, avec Lily Margot et Doc Matéo (2002)
- Un an, avec Foreign Office (Lily Margot et Doc Matéo) (2006)
- Dans Paris (avec Armel Dupas) (2006)
- Les Chansons d'amour, réalisé et arrangé par Frédéric Lo (2007)
- Non ma fille tu n'iras pas danser (2009)
- Jacno Future (album hommage à Jacno), interprète Tes Grands Yeux Bleus en duo avec Frédéric Lo
- Les Bien-aimés (2011)
- L'Absent, reprise de Gilbert Bécaud sur l'album hommage Et Maintenant (2011)
- We Love Disney interprète Prince Ali (2013)
- Inventaire 66, reprise de Michel Delpech en duo avec Fanny Ardant, sur l'album hommage J'étais un ange (2016)
- On avance, reprise d'Alain Souchon sur l'album hommage Souchon Dans l'Air 2 (2018)
- Shame on U, reprise d'Ophélie Winter sur l'album de covers diverses Back on the Bacs (2019)
- Un endroit pour vivre, reprise de William Sheller sur l'album hommage Simplement Sheller (2023)
- Rouge Rose, participation sur l'album de Frédéric Lo Coeur Sacré en hommage à Daniel Darc (2023)

## Filmographie comme compositeur
- 2000 : Nous deux de Christophe Honoré (court-métrage)
- 2002 : 17 fois Cécile Cassard de Christophe Honoré
- 2002 : Tout contre Léo de Christophe Honoré
- 2003 : Qui a tué Bambi ? de Gilles Marchand (avec Lily Margot et Doc Matéo)
- 2006 : Un an de Laurent Boulanger (avec Lily Margot et Doc Matéo)
- 2006 : Dans Paris de Christophe Honoré
- 2007 : Les Chansons d'amour de Christophe Honoré
- 2008 : La Belle Personne de Christophe Honoré
- 2009 : Non ma fille tu n'iras pas danser de Christophe Honoré
- 2009 : La Belle Vie de Virginie Wagon
- 2011 : Les Bien-aimés de Christophe Honoré
- 2011 : La Règle de trois de Louis Garrel (court-métrage)
- 2012 :  Marie M. de Christophe Louis (court-métrage)
- 2012 : 5, avenue Marceau, titre chanté par Jane Birkin sur l'album collectif ElleSonParis
- 2013 : Boys Band Théorie de Christophe Charrier (court-métrage)
- 2014 : Le Cowboy de Normandie de Clémence Madeleine-Perdrillat (court-métrage)
- 2016 : Les Malheurs de Sophie de Christophe Honoré
- 2018 : Brillantissime de Michèle Laroque
- 2018 : Jonas de Christophe Charrier
- 2018 : Françoise Fabian, album de Françoise Fabian, réalisation, écriture, et interprétation d'un duo
- 2020 : Claire Andrieux de Olivier Jahan (téléfilm)
- 2022 : Le Patient de Christophe Charrier (téléfilm)
- 2023 : Les Cadors de Julien Guetta
- 2023 : Les Rois de la piste de Thierry Klifa
- 2024 : Marcello mio de Christophe Honoré
- 2024 : Joli Joli de Diastème

## Auteur
- 2011 : un titre sur l'album de Julien Clerc Fou peut-être
- 2014 : Avant toi sur l'album de Calogero Les Feux d'artifice
- 2014 : auteur de sept titres sur l'album de Julien Clerc Partout la  musique vient
- 2019 : cinq textes et un duo (Dire) pour Hallelujah, album de Frédéric Lo

## Distinctions
- Étoile d'or de la meilleure musique en 2008 pour Les Chansons d'amour
- Grand prix international du disque de l'Académie Charles-Cros en 2008 pour 33 tours
- Césars 2008 : César de la meilleure musique pour Les Chansons d'amour
- Césars 2010 : nomination au César de la meilleure musique pour Non ma fille tu n'iras pas danser
- Prix Constantin 2011 : nomination pour Pourquoi battait mon cœur
- Césars 2012 : nomination au César de la meilleure musique pour Les Bien-Aimés
- Festival du film romantique de Cabourg 2012 : Swann de la meilleure musique pour Les Bien-Aimés
- Grand prix international du disque de l'Académie Charles-Cros en 2013 pour Après moi le déluge
- Prix de la création musicale - Auteur de l'année par la Chambre syndicale des éditeurs de musique en 2015
- Meilleure musique pour Jonas au Festival de la fiction TV de La Rochelle 2018[18]
- Disque d'or pour Les Chansons d'amour
- Double Disque d'or pour Les Gens dans l'enveloppe